# Abdülkerim Nadir Pascha

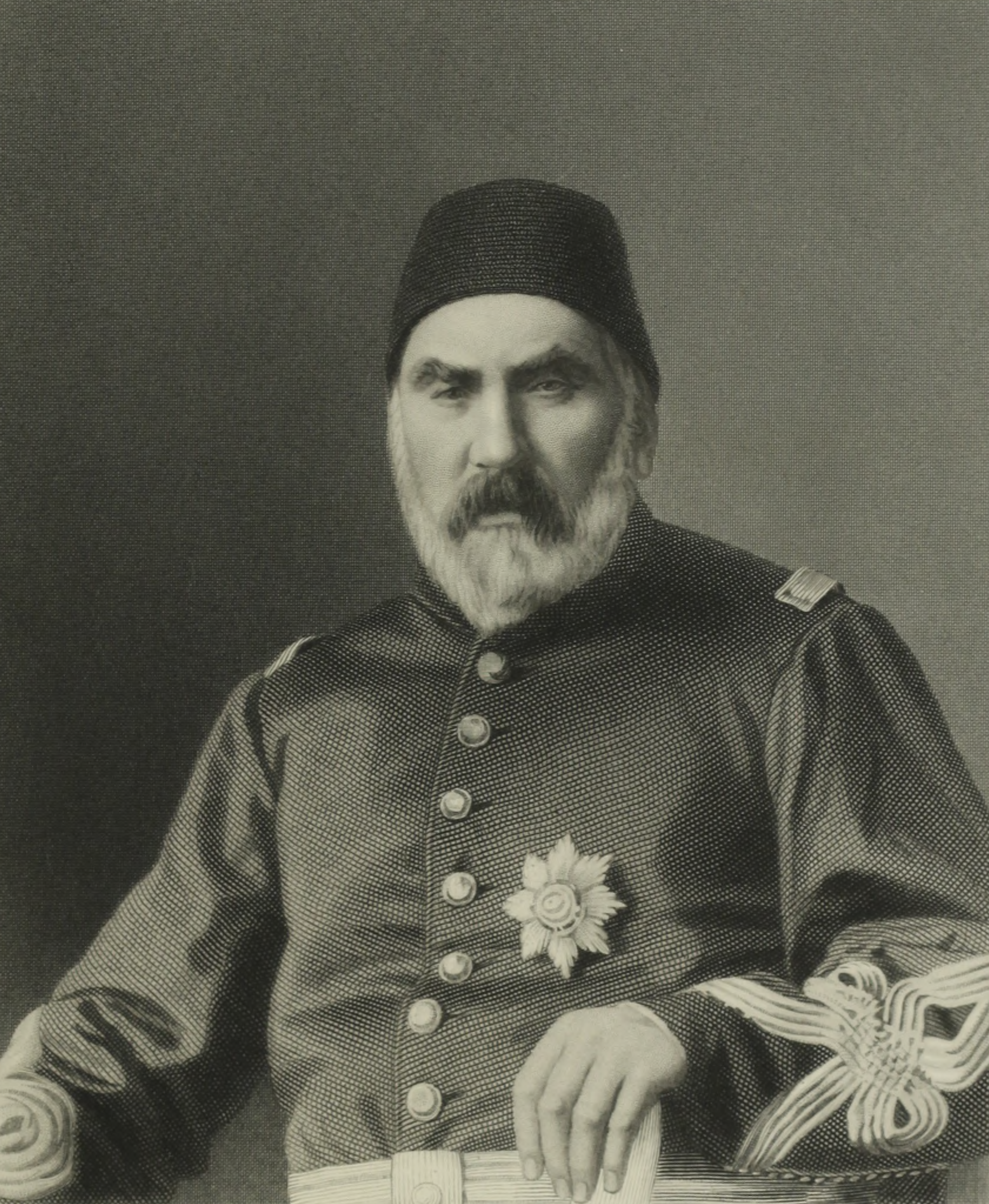
Abdülkerim Nadir Pascha

Abdülkerim Nadir Pascha (auch Abdul Kerim Nadir Pascha, Abdulkerim, Abd ul-Kerim Pascha oder Abdi Pascha; türkisch Çırpanlı Abdülkerim Nadir Paşa) (* 1807 in Tschirpan - bulg. Чирпан - Oblast Stara Sagora; † Februar 1883 auf Rhodos) war ein osmanischer Marschall, der in der osmanischen Armee in der zweiten Hälfte des 19. Jahrhunderts wichtige Posten innehatte.

## Leben
Abdülkerim Nadir Pascha kam bereits in jungen nach Istanbul und trat in einen Militärverband ein. Er nahm am Russisch-Türkischen Krieg (1828–1829) teil. Nach Abschluss der Militärakademie in Istanbul wurde er mit an deren Offizieren von Sultan Mahmud II. zur weiteren Militärausbildung nach Wien geschickt (1836–1841). Dort hörte der den Militärkurs des späteren Feldzeugmeisters von Hauslab und erlernte die deutsche Sprache. Nach seiner Heimkehr wurde er 1845 Chef des osmanischen Generalstabs und 1847 Kommandant der neugegründeten 6. Armee in Bagdad.
Während des Krimkrieges (1853–1856) rückte Nadir Pascha zum kommandierenden General (Muschir) auf. Er befehligte die türkischen Truppen in Ostanatolien. Dort hatten die Osmanen die Armeekorps von Kleinasien, Mesopotamien und einen Teil des Korps von Syrien im russischen Grenzgebiet konzentriert. Nadir Pascha kommandierte viele Angriffe der türkischen Streitkräfte gegen die russische Armee, die in Gjumri stationiert war.
Am 1. Dezember 1853 erlitten seine Truppen in der Schlacht von Başgedikler (Башкадыклар) eine Niederlage gegen ein Korps der kaukasischen Armee der Russen unter General Bebutow. Deswegen und wegen vieler anderer militärischer Fehler wurde er abgesetzt und vor ein Militärgericht gestellt – jedoch freigesprochen. Sein Nachfolger wurde Achmet Pascha.
Nach dem Krimkrieg wurde Abdülkerim Nadir Pascha zum Gouverneur von Thessaloniki ernannt. 1862 nahm er unter Omar Pascha am Krieg zwischen Montenegro und dem Osmanischen Reich teil. Er war dann nacheinander Chef mehrerer Armeekorps. So kommandierte er während des kretischen Aufstands 1867–68 das Observationskorps in Thessalien und erwarb sich unter dem Kriegsminister Hüseyin Avni Pascha Verdienste um die Neuorganisation der türkischen Armee. Er schuf u. a. eine reguläre Reserve und eine Landwehr, bewaffnete die Armee neu und gleichmäßig und gründete Kriegsschulen.
Im August 1873 wurde Abdülkerim als Präsident einer Kommission zur Ausarbeitung von Heeresreglements nach Konstantinopel berufen. Er wurde vom Parlament 1876 zum Senator gewählt, blieb jedoch auf seinem Militärposten. Im gleichen Jahr wurde er zum Marschall befördert und zum osmanischen Kriegsminister unter Sultan Murad V. ernannt. Danach kommandierte er bis 1877 die osmanischen Truppen nach anfangs wechselvollen Kämpfen letztlich erfolgreich im Serbisch-Türkischen Krieg (1876–1878).
Wegen seiner Erfolge im Kampf gegen die Serben wurde Abdülkerim Nadir Pascha zum Kommandeur einer osmanischen Division an der Donau ernannt. Zu Beginn des Russisch-Türkischen Krieges (1877–1878) wurde er zum Oberbefehlshaber der türkischen Truppen auf dem Balkan berufen. Im Krieg gegen die Russen zeigte er jedoch, frühzeitig gealtert, als General der Donauarmee mangelhafte Energie. So konnten die Russen an verschiedenen Stellen die Donau überschreiten und über den Balkan vordringen. Daher erfolgte am 21. Juli 1877 seine Abberufung. Wegen verschiedener Fehler bei der Führung seiner Truppen und seiner militärischen Unentschlossenheit wurde er seines Kommandos enthoben und auf Betreiben Sultan Abdülhamids II. vor das Oberste Kriegsgericht gestellt. Aufgrund seiner geschickten Verteidigung erreichte er die Einstellung des gegen ihn angestrengten Prozesses. Dennoch wurde er zunächst nach Mytilini (Midüllü) auf der Insel Lesbos und später nach Rhodos ins Exil geschickt, wo er 1883 starb.